# Temporada 1954-55 de los Rochester Royals
La temporada 1954-55 fue la séptima de los Rochester Royals en la NBA. La temporada regular acabó con 29 victorias y 43 derrotas, ocupando el tercer puesto de la División Oeste, clasificándose para los playoffs en los que cayeron en las finales de división ante los Minneapolis Lakers.

## Elecciones en elDraft
| Ronda | Puesto | Jugador         | Posición | Nacionalidad   | Universidad      |
| ----- | ------ | --------------- | -------- | -------------- | ---------------- |
| 1     | 7      | Tom Marshall    | Escolta  | Estados Unidos | Western Kentucky |
| 2     | 16     | Boris Nachamkin | Alero    | Estados Unidos | New York         |
| 4     | 34     | Art Spoelstra   | Pívot    | Estados Unidos | Western Kentucky |
| 5     | 43     | Bo Erias        | Alero    | Estados Unidos | Niagara          |
| 6     | 52     | Red Davis       | Pívot    | Estados Unidos | St. John's       |
| 11    | 95     | Jim Paxson      | Escolta  | Estados Unidos | Dayton           |

## Temporada regular
| División Central     | División Central | División Central | División Central | División Central | División Central | División Central | División Central | División Central |
| Equipo               | G                | P                | %                | PD               | Casa             | Fuera            | Neutral          | Div              |
| -------------------- | ---------------- | ---------------- | ---------------- | ---------------- | ---------------- | ---------------- | ---------------- | ---------------- |
| x-Fort Wayne Pistons | 43               | 29               | .597             | –                | 21–6             | 9–14             | 13–9             | 28–8             |
| x-Minneapolis Lakers | 40               | 32               | .556             | 3                | 18–6             | 10–14            | 12–12            | 18–18            |
| x-Rochester Royals   | 29               | 43               | .403             | 14               | 17–11            | 4–19             | 8–13             | 14–22            |
| Milwaukee Hawks      | 26               | 46               | .361             | 17               | 6–11             | 9–16             | 11–19            | 14–22            |

## Playoffs

### Semifinales de División
Minneapolis Lakers - Rochester Royals
| Fecha       | Partido                                      | Ciudad     |
| ----------- | -------------------------------------------- | ---------- |
| 16 de marzo | Minneapolis Lakers 82, Rochester Royals 78   | Saint Paul |
| 18 de marzo | Rochester Royals 94, Minneapolis Lakers 92   | Rochester  |
| 19 de marzo | Minneapolis Lakers 119, Rochester Royals 110 | Saint Paul |
|             | Minneapolis gana las series 2-1              |            |

## Estadísticas
| Rk | Jugador         | Edad | P  | PT | MP   | TC  | TCI  | %TC  | 3P | 3PI | %3P | TL  | TLI | %TL  | RO | RD | RT   | AS  | RB | TAP | BP | FP  | PTS  |
| 1  | Bobby Wanzer    | 33   | 72 |    | 33.0 | 4.5 | 11.4 | .395 |    |     |     | 4.1 | 5.2 | .786 |    |    | 5.2  | 3.4 |    |     |    | 2.3 | 13.1 |
| 2  | Jack Coleman    | 30   | 72 |    | 34.5 | 5.6 | 12.0 | .462 |    |     |     | 1.7 | 2.5 | .678 |    |    | 10.1 | 3.2 |    |     |    | 2.8 | 12.8 |
| 3  | Bob Davies      | 35   | 72 |    | 26.0 | 4.5 | 10.9 | .415 |    |     |     | 3.1 | 4.1 | .751 |    |    | 2.8  | 4.9 |    |     |    | 3.1 | 12.1 |
| 4  | Arnie Risen     | 30   | 69 |    | 28.6 | 3.8 | 10.1 | .371 |    |     |     | 4.0 | 5.4 | .744 |    |    | 10.2 | 1.6 |    |     |    | 3.7 | 11.6 |
| 5  | Odie Spears     | 29   | 71 |    | 26.6 | 3.2 | 8.2  | .386 |    |     |     | 3.1 | 3.8 | .812 |    |    | 4.2  | 2.1 |    |     |    | 3.5 | 9.5  |
| 6  | Jack McMahon    | 26   | 72 |    | 25.1 | 3.5 | 10.0 | .348 |    |     |     | 2.0 | 3.1 | .636 |    |    | 2.9  | 3.4 |    |     |    | 2.5 | 9.0  |
| 7  | Tom Marshall    | 24   | 72 |    | 18.6 | 3.1 | 7.0  | .442 |    |     |     | 1.8 | 2.7 | .675 |    |    | 3.6  | 1.5 |    |     |    | 1.4 | 8.0  |
| 8  | Art Spoelstra   | 22   | 70 |    | 16.1 | 2.3 | 5.7  | .398 |    |     |     | 1.5 | 2.2 | .692 |    |    | 4.1  | 0.8 |    |     |    | 2.4 | 6.1  |
| 9  | Don Henriksen   | 25   | 56 |    | 22.1 | 2.0 | 5.6  | .352 |    |     |     | 1.5 | 2.3 | .662 |    |    | 7.8  | 1.4 |    |     |    | 2.6 | 5.5  |
| 10 | Cal Christensen | 27   | 71 |    | 17.0 | 1.6 | 4.3  | .374 |    |     |     | 1.7 | 2.9 | .602 |    |    | 5.5  | 1.5 |    |     |    | 2.5 | 5.0  |
| 11 | Boris Nachamkin | 21   | 6  |    | 9.8  | 1.0 | 3.3  | .300 |    |     |     | 1.3 | 2.2 | .615 |    |    | 3.2  | 0.5 |    |     |    | 1.0 | 3.3  |